# Indigofera paucifolioides
Indigofera paucifolioides är en ärtväxtart som beskrevs av Ethelbert Blatter och F. Hallberg. Indigofera paucifolioides ingår i släktet indigosläktet, och familjen ärtväxter. Inga underarter finns listade i Catalogue of Life.